# 川﨑鈴奈
川﨑 鈴奈（かわさき れいな、2001年10月25日 - ）は、日本の女子バレーボール選手である。

## 来歴
神奈川県相模原市出身。
2017年、八王子実践高等学校に進学。3年時には主将を務め、全日本高等学校選手権大会（春高バレー）でベスト8の成績を残した。
2020年、国士舘大学に進学。2022年、第40回東日本大学選手権大会（東日本インカレ）でチームのベスト4に貢献し、スパイク賞を受賞した。2023-24シーズン、V.LEAGUE DIVISION1 WOMEN（V1女子）に所属するPFUブルーキャッツの内定選手となった。内定選手としてV1女子の試合に出場し、Vリーグデビューを果たした。

## 所属チーム
- 八王子実践高等学校（2017-2020年）
- 国士舘大学（2020-2024年）
- PFUブルーキャッツ/PFUブルーキャッツ石川かほく（2024年-）

## 受賞歴
- 2022年 - 第40回東日本大学選手権大会 スパイク賞